# Église Saint-Denis d'Évigny
L'église Saint-Denis est une église située à Évigny, en France.

## Localisation
L'église est située sur la commune d'Évigny, dans le département français des Ardennes.

## Historique
L'édifice est inscrit au titre des monuments historiques en 1980.